# Res iudicata
Als res iudicata (lateinisch für ‚entschiedene Sache‘) bezeichnet man in der juristischen Terminologie ein rechtskräftig ergangenes Urteil durch ein anderes Gericht bzw. eine als rechtskräftig anerkannte Sache (Heirat, Scheidung, Kauf, Erbschaft).

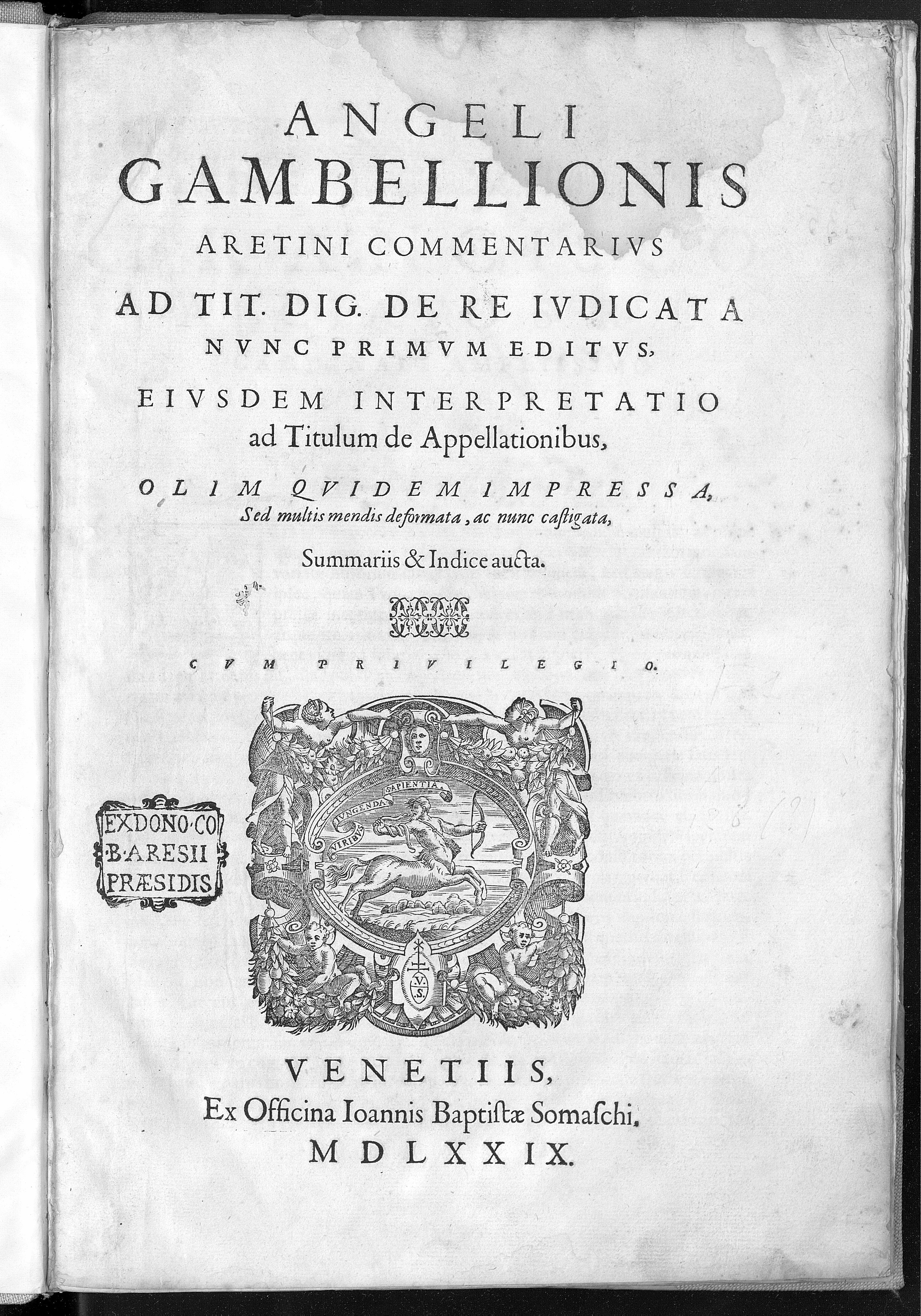
Angelo Gambiglioni, De re iudicata, 1579

Als res iudicata pro veritate accipitur kommt dem Sinnspruch die Übersetzung: Das Urteil gilt als Wahrheit zu.

## Anwendung
Res iudicata dient der Rechtssicherheit. Sobald einmal über eine Sache rechtskräftig entschieden worden ist, soll eine fortwährende Auseinandersetzung (ein so genannter regressus ad infinitum) vermieden werden. Wenn also eine Partei nach einem Gerichtsverfahren keine Rechtsmittel einlegt, kann sie zu einem späteren Zeitpunkt keine Änderung durchsetzen. Denn durch das Gerichtsurteil ist diese Sache zur res iudicata geworden, damit sind alle Ansprüche abgegolten und verwirkt. Dabei besteht auch die Möglichkeit, dass eine Gerichtsentscheidung fehlerhaft gewesen ist. Dies steht der Wirksamkeit des Prinzips res iudicata jedoch nicht entgegen.
Die res iudicata schützt somit die Parteien eines Rechtsstreites vor weiteren Klagen oder Nachbesserungen, sie stellt Rechtskraft her. Gleichzeitig dient sie als Arbeitserleichterung für Gerichte, die einen Antrag auf Nachverhandlung einer res iudicata im Allgemeinen als unzulässig zurückweisen.

## Beispiel
Der Bundesgerichtshof lehnte eine Beschwerde gegen die Entscheidung des Berliner Kammergerichts im Weltbühne-Prozess ab und begründete dies in einem Beschluss vom 3. Dezember 1992 folgendermaßen:

„[…] Fehlerhafte Rechtsanwendung für sich allein ist kein Wiederaufnahmegrund nach der Strafprozeßordnung. Mit Ausnahme des Falles der Mitwirkung eines unredlichen Richters kann die auf falscher Rechtsauffassung beruhende ‚noch so falsche Entscheidung‘ im Wiederaufnahmeverfahren nur bei Unrichtigkeit des der fehlerhaften Entscheidung zugrundeliegenden Sachverhalts beseitigt werden. […]“

Der Bundesgerichtshof hat somit das Urteil das Reichsgerichts nicht im eigentlichen Sinne „bestätigt“, sondern lediglich entschieden, dass die vorgelegten „neuen Tatsachen und Beweismittel“ gem. § 359 StPO nicht ausreichten, um das Verfahren wiederaufzunehmen. Ob in einem wiederaufgenommenen Verfahren das frühere Urteil revidiert worden wäre, bleibt offen.

## Europa- und Völkerrechtliche Aspekte
Im internationalen Recht hat res iudicata ebenso Bedeutung. Allerdings besteht unter der Europäischen Menschenrechtskonvention die Möglichkeit, eine auch letztinstanzliche Gerichtsentscheidung anzugreifen, sofern der Vorwurf gerechtfertigt ist, diese verletze Menschenrechte des Applikanten, die diesem aus der Konvention zukommen. Daher kann ein Staat im internationalen Recht nicht geltend machen, die menschenrechtsverletzende Entscheidung habe die Autorität der res judicata.
Der Gerichtshof der Europäischen Union (EuGH) in Luxemburg hat diesen Gedanken im Urteil C-224/2001 (Köbler-Entscheidung) Gerhard Köbler v. Republik Österreich aufgegriffen und in Analogie angenommen, dass die Mitgliedstaaten der Union für Verletzungen des Unionsrechts haften, auch wenn dies durch nationale Gerichtsurteile letzter Instanz geschieht und unabhängig davon, dass das Urteil rechtskräftig ist. Nach Ansicht des Gerichtshofs sei das Prinzip der res iudicata dadurch nicht gefährdet. Dies ist aber fragwürdig, wenn in einem (nationalen) letztinstanzlichen Urteil beispielsweise entschieden wurde, dass bestimmte Geldforderungen nicht berechtigt sind, der Antragsteller diese dann aber nach Unionsrecht im Wege einer Schadensersatzklage geltend machen kann. De facto ist res iudicata damit aufgehoben. Allerdings fordert der EuGH, dass der Bruch des Unionsrechts manifeste et grave sein muss, d. h. ein so genannter qualifizierter Verstoß vorliegen muss. Dieser sei inter alia gegeben, wenn das letztinstanzliche Gericht seine Vorlagepflicht nach Art. 234 Abs. 3 EG-Vertrag verletzt hat. Im oben genannten Fall war ein qualifizierter Verstoß gegen das Unionsrecht durch die Auslegung der fraglichen Regelung durch das österreichische Gericht nicht gegeben, da diese nur ex post unionsrechtswidrig war. Ob diese Entwicklung des Unionsrechts eine Flut von Klagen auslöst, bleibt abzuwarten. Sicher ist nur, dass die Infragestellung von Res judicata praktische Probleme aufwirft. So ist unklar, welches nationale Gericht die Schadensersatzklagen zu bearbeiten hätte und ob dies nicht ebenfalls zu einem regressus ad infinitum führt.
Weniger problematisch gestaltet es sich hingegen, wenn die Kommission ein Verfahren nach Art. 226 EG-Vertrag einleitet (Vgl. Kommission/Italien, 2003), da res iudicata dadurch keine Einschränkung erfährt. In diesem Fall geht es der Kommission nicht um Wiedergutmachung, sondern um eine objektive Beanstandung der Verletzung des Unionsrechts.

## Andere Beispiele
Wenn eine demokratische Wahl erfolgt und das vorläufige amtliche Endergebnis festgestellt worden ist, gibt es durch diese Feststellung eine Frist, bis zu deren Ablauf eine Anfechtung erfolgen kann. Wenn diese Frist widerspruchslos abgelaufen ist, wird das Ergebnis rechtskräftig, es wird zur res iudicata.
Selbst wenn nach Ablauf der Frist Unregelmäßigkeiten bewiesen werden könnten, sind die durch die amtliche Feststellung berufenen Abgeordneten rechtmäßig im Amt. Die res iudicata schützt das System vor Instabilitäten, indem eine Diskussion ab einem bestimmten Punkt ausgeschlossen wird.